# Van Allen sugárzási öv

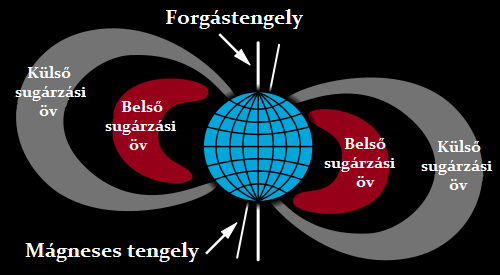
A Van Allen-övek sematikus rajza
(a Föld forgási tengelye és a mágneses tengely jelölésével)

A Van Allen sugárzási övezet (röviden: Van Allen-öv) a Föld feletti, elektromosan töltött részecskéket tartalmazó dupla réteg, mely tóruszokra hasonlít.
Az övet (illetve öveket) az első amerikai műholdak, az 1958. január 31-én felbocsátott Explorer–1 és az ugyanazon év márciusának 26-án útnak indított Explorer–3 mérési adatai alapján fedezték fel.
A műszereket a holland származású James Van Allen (1914-2006), az Iowai Egyetem fizika tanszékének vezetője tervezte a küldetés számára. Ezek között kapott helyet az a Geiger–Müller-számláló, amely felfedezte az egész Földet körülvevő, intenzív sugárzást mutató zónákat. Van Allen ugyanis ragaszkodott hozzá, hogy egy Geiger-számláló is legyen a műszerek között.
A Földet körülvevő két vastag gyűrű elektromosan töltött részecskéket tartalmaz, amiket a napszél hatása hoz létre.
A belső öv a Föld felett 2–5000 km-ig terjed és 10-50 MeV energiájú protonokból áll, amelyet a kozmikus sugárzás hoz létre.
A külső öv nagyjából 6-10 000 km vastag, legsűrűbb része 15-20 000 km magasságban van. A külső öv főleg elektronokból áll. A külső övet 1959-ben a Pioneer–1 űrszonda fedezte fel. A két zóna nem válik el élesen egymástól.

## Az övek kialakulása
A Föld mágneses tere befogja a Napból felénk tartó részecskéket (elsősorban elektronokat és protonokat), valamint az atmoszférában zajló ütközésekből kifelé tartó részecskéket. A töltött részecskék a mágneses erővonalak mentén, az erővonalak körül spirális útvonalat leírva mozognak: oda-vissza repülnek az övezetekben a Föld északi és déli pólusa között, mintha tükrök vernék vissza őket. A pólusoknál a sugárzási övek nyitottak, ezért az elektronok könnyen lejutnak az atmoszféra felső rétegeibe, s ott elnyelődnek. A részecskék száma erősen ingadozik, elsősorban a geomágneses viharok miatt. A földi mágneses tér viharait pedig a Nap viharai, vagyis a Nap mágneses terének változásai, a Napból kilökődött plazma állapotú anyag, a napszél változásai idézik elő.
A külső övben 0,1-10 MeV energiájú elektronok mozognak, az elektronokat az elektromágneses hullámok és az elektronrészecskék kölcsönhatása gyorsítja fel, ez az energia elég nagy ahhoz, hogy komoly kockázatot jelentsen az űreszközök és az űrhajósok számára. Nem véletlenül kapták a legnagyobb energiájúak a „gyilkos elektron” nevet.
Elektromágneses viharok idején az elektronok száma helyenként ezerszeresére nőhet a viharmentes időszakhoz képest.
A sugárzások károsítják a napelemeket, az integrált áramköröket és a különféle érzékelőket.
Rendszerint a műholdak érzékelőit is kikapcsolják arra az időre, amíg az űreszköz egy intenzív sugárzási téren halad át. A NASA az Apollo-program keretében indított Hold-expedíciók tervezésénél figyelembe vette a Van Allen-övek helyzetét: olyan időpontokat és pályákat választottak, hogy az űrhajósok a lehető legrövidebb idő alatt haladhassanak keresztül a sugárzási övezeteken.

## Elképzelés a sugárzás csökkentésére az övben
Már az 1970-es évek óta ismert, hogy egy mágneses csapdából nagyon alacsony – 17 kHz alatti – frekvenciájú rádióhullámokkal ki lehet lökni az elektronokat. Bizonyos számítások szerint ha egy műholdról mindössze 13 watt teljesítménnyel 2,5 kHz frekvenciájú rádióhullámokat sugároznak ki, hatásukra az elektronok csupán fele annyi időt töltenének a Van Allen-övekben, mint egyébként, beavatkozás nélkül.

## Szerepe az emberiség szempontjából
Ha a Van Allen-övek nem ejtenék csapdába a napszél részecskéit, akkor azokból több érné el a földfelszínt, veszélyeztetve ezzel mind az élőlényeket, mind az elektronikára épülő modern társadalmakat. Egyes tudósok azt is feltételezik, hogy a sugárzási övek hatással lehetnek azokra a Föld mélyében folyó elektromos áramokra, amelyeknek a Föld mágneses terét köszönhetjük.

## A sugárzási övek tanulmányozása
A NASA 2012. augusztus 30-án két űrszondát állított pályára a sugárzási övek viharainak tanulmányozására („Radiation Belt Storm Probes”, később a Van Allen Probes nevet kapták). A szondák a NASA „Living with a Star” programjának részei.
A Science tudományos magazin 2013. február 28-i számában a NASA kutatói egy újabb öv felfedezését jelentették be, ami egy átmeneti réteget képez a külső öv felé.
2013-14-ben 40 darab, műszerekkel felszerelt ballont küldenek fel körülbelül 40 kilométeres magasságba. A BARREL („Balloon Array for Radiation-belt Relativistic Electron Losses”) kísérletben arra keresnek választ, hogyan kerülnek át szabályos időközönként részecskék a Van Allen-övekből a Föld atmoszférájának felső rétegeibe. A ballonokat az Antarktiszról bocsátják fel, naponta egyet. A két hétig működőképes ballonokkal körbeveszik a mágneses déli sarkot, és mérik a sugárzási övezetekből az atmoszférába érkező sugárzásokat.
A műholdas és a ballonos adatgyűjtést összehangolják. A mérések adatai alapján sokkal részletesebb és pontosabb képet kapunk majd a sugárzási öveket létrehozó és az azokban zajló fizikai folyamatokról.